# Shenyang FC-31
Shenyang FC-31, također poznat kao J-31, jest kineski prototip borbenog zrakoplova srednje veličine pete generacije koji je razvila Shenyang Aircraft Corporation (SAC). Službeni nadimak koji je objavila SAC jest Veliki sokol (en. Gyrfalcon), iako se u nekim medijskim izvješćima također naziva i F-60 ili J-21 Snježna sova. Nomenklature J-XX u kineskoj vojsci rezervirane su za programe koje je pokrenula i financirala Narodnooslobodilačka armija, dok je zrakoplov FC-31 razvijen samostalno kao privatni pothvat proizvođača zrakoplova.

## Dizajn (od 2013.)
Dok je nevidljivi lovac Chengdu J-20 službeno podržavalo Kinesko ratno zrakoplovstvo otkad je prijedlog Chengdu Aerospace Corporation pobijedio za mlazni lovac sljedeće generacije, Shenyang Aircraft Corporation pojačala je nezavisni razvoj svojega zrakoplova s ciljem mogućeg izvoza. 
J-31 uključuje karakteristike za skrivanje kao što su prema naprijed pomične usisne rampe  s posebnim izbočinama (DSI, divertless supersonic inlet), konturirana spremišta za oružje i dva kosa vertikalna stabilizatora.

### Konstrukcija zrakoplova
J-31 je manji od Chengdu J-20. Korištenje stajnog trapa s jednim prednjim i dva stražnja kotača dovelo je do nagađanja da je J-31 možda trebao biti lovac na nosaču zrakoplova.  Analitičar David Bignell tvrdi da se J-31 temelji na F-22, a ne na F-35, zbog sličnosti u platformi, obliku, aerodinamici i konfiguraciji okvira zrakoplova.
J-31 ima dva unutarnja odjeljka za oružje od kojih svaki može nositi dvije rakete srednjeg dometa, zajedno s dva uporišta za teže oružje i po jednim uporištem za lakše na svakom krilu, no čini se da mu nedostaje kapacitet za montiranje centralne topovske ili ometačke kapsule. 
Dužnosnici iz kineske državne kompanije za proizvodnju zrakoplova (AVIC) tvrdili su da je aditivna proizvodnja uvelike korištena na zrakoplovu, što je rezultiralo smanjenjem broja komponenti za 50% u usporedbi sa sličnim zrakoplovima. Međutim, ostvareni okvir zrakoplova ne može se rastaviti, pa se za statičko ispitivanje morao transportirati cijeli. 

### Motori
Prema Vladimiru Barkovskom iz ruske zrakoplovne korporacije MiG, motori na prototipu zrakoplova jesu RD-93. Međutim, Kina već ima motor sličan RD-93, Guizhou WS-13 trenutno instaliran na JF-17 koji ima isti potisak i veličinu kao ruski RD-93. Kina radi na poboljšanoj varijanti nazvanoj WS-13E sa 100 kN potiska za upotrebu na J-31. Lin Zuoming, predsjednik kineskog AVIC-a, rekao je da se nada da će na lovca staviti domaće motore. Kako Kinezi budu gradili povjerenje u novije, pouzdanije i snažnije domaće motore, možda će moći pokretati J-31 prije nego veći J-20 i u većem broju.

### Nosivost
J-31 može nositi 8000 kg korisnog tereta, s četiri municije ukupne količine 2000 kg interno, i 6000 kg na šest vanjskih učvršćenja; primarno naoružanje uključuje projektil kratkog dometa PL-10 i projektil zrak-zrak srednjeg dometa PL-12. 4 projektila PL-21 također se mogu ugraditi unutar unutarnjeg odjeljka za oružje J-31. Ima borbeni radijus od 1200 km i maksimalnu masu pri uzlijetanju od 25 tona.

## Nedavna unapređenja (2000.)

### Nosivost
Maksimalna masa pri polijetanju ovog J-31 povećana je s 25000 kg na 28000 kg. 

### Motori
Shenyang Aircraft Corporation službeno je potvrdila da u J-31 ugrađuje motor WS-19, koji ima maksimalni potisak od 12 tona, u usporedbi s WS-13 čiji je potisak 9 tona. Ukupni potisak mlažnjaka povećan je s 18 tona na 24 tone. Domet je povećan na 1250 km.

## Odlike (procijenjene)
- Posada: jedan član (pilot)
- Duljina: 17,3 m
- Raspon krila: 11,5 m
- Visina: 4,8 m
- Površina krila: 50 m2
- Maksimalna masa pri polijetanju: 28 000 kg
- Pogon: 2 × WS-13 turboventilatora s naknadnim izgaranjem, 87,2 kN potiska svaki
- Pogon: 2 × WS-19 turboventilatora s naknadnim izgaranjem, 110 kN potiska svaki

### Performanse
- Najveća brzina: 1,8 Ma na velikoj visini
  - 1,14 Ma (1400 km/h) na razini mora
- Borbeni domet: 1200 km s gorivom ponesenim pri polijetanju ili 1900 kilometara s dopunom goriva u zraku
- Gornja granica leta: 16 km

### Naoružanje
- Uporišta: 6 x vanjsko i unutarnje ležište s kapacitetom do 8.000 kilograma, uključujući 2.000 kilograma u unutarnjem
- Rakete zrak-zrak: 12 srednjeg dometa
- Rakete zrak-zemlja: 8 nadzvučnih
- Bombe: 8 × 500 kg bombi dubokoprodirućih bomba
- Bombe: 30 manjih bomba

### Avionika
- KLJ-7A[21] AESA radar
- Optički sustav ranog upozoravanja s distribuiranim otvorom blende (DAS)
- Elektrooptički sustav ciljanja (EOTS)